# Mister Schweiz

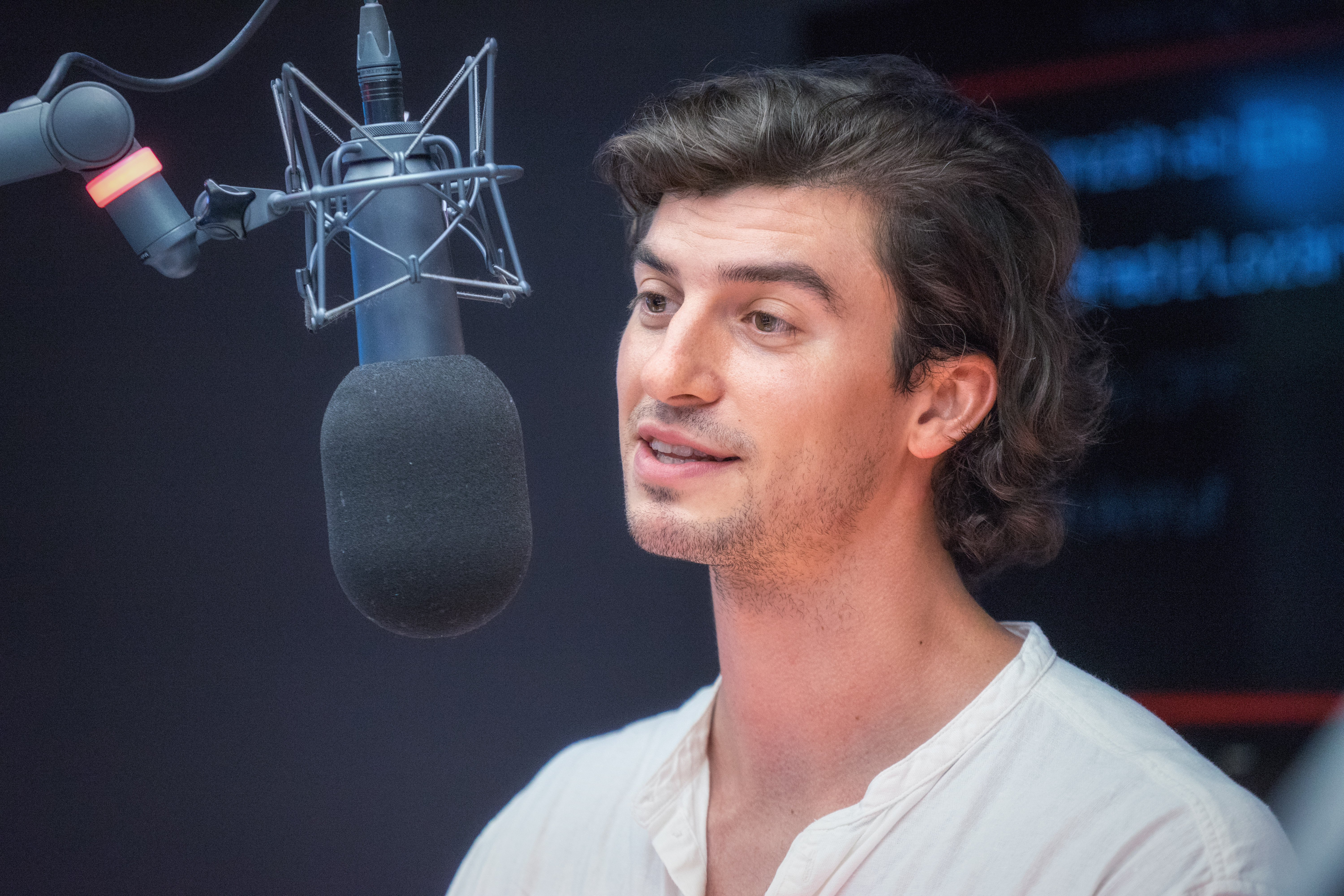
Jan Bühlmann, Mister Schweiz 2010

Mister Schweiz (französisch Mister Suisse, italienisch Mister Svizzera, rätoromanisch Mister Svizra) war ein Schönheitswettbewerb für Männer in der Schweiz, der seit 1994 von der Mister Schweiz Organisation mit Sitz in St. Gallen durchgeführt wurde. Der letzte Wettbewerb fand 2012 statt.

## Geschichte
Die Kandidaten müssen über das Schweizer Bürgerrecht verfügen, mindestens 20 Jahre alt und mindestens 178 cm gross sowie einen guten Leumund haben. Das Finale wurde bis 2011 vom Schweizer Fernsehen, dem TSR (bis 2010) und dem RSI übertragen und die Kandidaten von einer Jury und dem Fernsehpublikum bewertet. Im Mai 2006 wurde die Mister Schweiz Organisation von der Marquard Event Promotion AG des Verlegers Jürg Marquard übernommen. Im Jahr 2012 wurde die bisher letzte durchgeführte Wahl vom Sender 3+ übertragen. Im Jahr 2013 wurde die Wahl vom Verwaltungsrat der Marquard Event Promotion abgesagt, da nicht genügend Sponsoren für die Durchführung des Wettbewerbs gefunden werden konnten. Das Amtsjahr von Mister Schweiz 2012 endete am 26. August 2013. Auch für das Jahr 2014 fehlten die Sponsoren und die Wahl wurde abgesagt. Es fand seither keine Wahl mehr statt.

## Sieger
| Jahr | Sieger                | Kanton      |
| ---- | --------------------- | ----------- |
| 1994 | André Roger Weiss     | Zürich      |
| 1995 | Marcel Specker        | Thurgau     |
| 1996 | Adel Abdel-Latif      | Basel-Stadt |
| 1997 | Alessandro Augsburger | Luzern      |
| 1998 | Tamim Kandil          | Zürich      |
| 1999 | Viktor Borsodi        | Zürich      |
| 2000 | Claudio Minder        | Zürich      |
| 2001 | Tobias Rentsch        | Bern        |
| 2002 | Christoph Engel       | Bern        |
| 2003 | Robert Ismajlovic     | Zürich      |
| 2004 | Sven Melig            | Aargau      |
| 2005 | Renzo Blumenthal      | Graubünden  |
| 2006 | Miguel San Juan       | Freiburg    |
| 2007 | Tim Wielandt          | Luzern      |
| 2008 | Stephan Weiler        | St. Gallen  |
| 2009 | André Reithebuch      | Glarus      |
| 2010 | Jan Bühlmann          | Luzern      |
| 2011 | Luca Ruch             | Thurgau     |
| 2012 | Sandro Cavegn         | St. Gallen  |

## Weitere Schönheitswettbewerbe für Männer
- Mister Austria
- Mister Germany
- Mister World